# Capucine (couleur)
Pour les articles homonymes, voir Capucine.

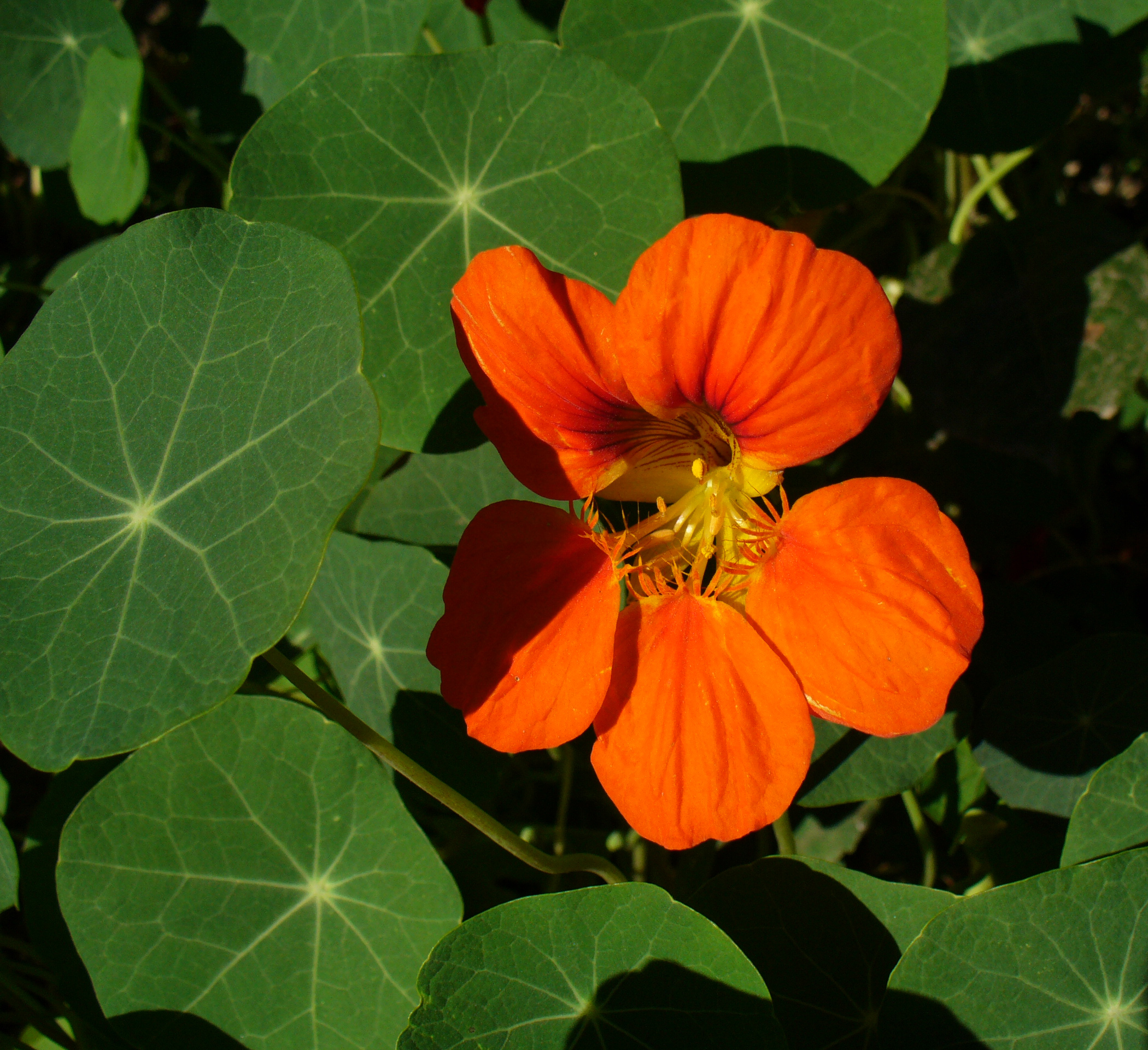
Fleur de capucine.

Capucine ou Rouge capucine est un nom de couleur, d'un usage assez général, faisant partie du champ chromatique du rouge, un rouge orangé vif nommé d'après la couleur la plus commune des fleurs de capucine.
Dans les nuanciers actuels, on trouve, en encres et peintures pour les arts graphiques, 06 capucine ; en peinture pour la décoration, capucine ; en cosmétique orange capucine.

## Histoire
Pour que capucine puisse servir de nom de couleur, il fallait d'abord que la plante fût apportée de l'Inde et suffisamment connue ; et que le mot capucine n'évoque pas principalement la bure de l'habit des nonnes clarisses capucines. Le mot est attesté comme couleur de la fleur en 1765 dans un ouvrage technique de décoration.
Au XIXe siècle, Michel-Eugène Chevreul a entrepris de situer les couleurs les unes par rapport aux autres et par rapport aux raies de Fraunhofer. Parmi les « noms de couleur le plus fréquemment usités dans la conversation et dans les livres », capucine, évalué d'après la fleur, se situe au 3 rouge-orangé 10 à 12 ton. Cependant, le capucine sur soie du fabricant Guinon est 4 rouge-orange 8 ton et son Capucine d'Alger est 2 rouge-orange 9 ton ; quant au Capucine sur soie de Tuvée, il  est 4 rouge 13 ton.
Le Répertoire de couleurs de la Société des chrysanthémistes donne quatre nuances de Rouge Capucine indiquant comme synonymes le Rouge Capucine no 71 du marchand de couleurs Lefranc, et les désignations Rouge orangé, Jaune Grenadine, Jaune de Perse ; les auteurs notent aussi que la Laque Capucine du marchand de couleurs Bourgeois a la même couleur que leur Rouge carotte, classé à la page précédente (RC, p. 55).